# Альфёльди, Геза
Ге́за Альфёльди (венг. Alföldy Géza; 7 июня 1935, Будапешт — 6 ноября 2011, Афины) — венгерско-немецкий историк-антиковед, эпиграфист, специалист по древнеримской истории. Внес вклад в изучение римской эпиграфики и социальной истории, а также римской религии. Более трех десятилетий проработал в Гейдельбергском университете. Член Европейской академии (1991).

## Биография
Его дедушка был профессором. Сын известного известного отоларинголога Енё Альфёльди (Jenő Alföldy, 1904—1981). Брат тоже носит имя Jenő Alföldy.
Интерес к древней истории, а позже и к латинской эпиграфике, возникнет у него в студенческие годы под влиянием преподавателей (сперва же он интересовался химией).
В 1953—1958 годах учился в Будапештском университете и в 1959 году получил там докторскую степень. Ученик Иштвана Хана (István Hahn) и Кароя Марота (Károly Marót).
В 1957—1960 годах сотрудник Будапештского городского музея. В 1960—1965 годах ассистент-профессор Института античной истории Будапештского университета.
В 1965 году эмигрировал в ФРГ. В 1965-1968 годах работал в Рейнском земельном музее в Бонне.
В 1966 году хабилитировался в Боннском университете, в 1968—1970 годах преподаватель там же и профессор.
В то время он сосредоточится на военной истории и просопографии.
В 1970—1975 годах профессор древней истории Рурского университета.
В 1975—2002 годах профессор античной истории Гейдельбергского университета, затем эмерит.
Почётный доктор нескольких университетов.
Наиболее известен своим монументальным наследием по римской эпиграфике и социальной истории раннего принципата. Взгляд Альфёльди на римскую религию получил дальнейшее развитие в работах Джона Шайда (John Scheid).
Автор переведенной на многие языки работы «Социальная история Рима» (1975, посл. изд. — 2011), в которой исследуются общие аспекты социальной истории Рима в её развитии. Критиковал её Майкл Арнхайм (Michael Arnheim).